# Nichiren
Nichiren Shonin of Nichiren Daishonin (Kominato, 16 februari 1222 – Tokio, 13 oktober 1282), geboren als Zennichi-maro (善日麿), bij zijn wijding tot boeddhistisch monnik kreeg hij de religieuze naam Renchō (是聖房蓮長). Bij de eerste proclamatie van Namu-Myoho-Renge-Kyo, op 28 april 1253 veranderde hij zijn naam in Nichiren, dat Zon Lotus betekent. Nichiren was een Boeddhistische monnik uit de 13e eeuw, geboren in Japan. Hij was een controversieel persoon tijdens zijn leven en grondlegger van het Nichiren-boeddhisme.

## Leven

### Jeugdjaren
Hij werd geboren als Zennichi-maro. Op elfjarige leeftijd veranderde hij zijn naam in Yakuo-maro, als een reactie op zijn introductie in de Seicho-zan-school, waar hij studeerde onder meester Dōzen. Na zijn studie kreeg hij de monniksnaam Zeshobo Renchō, om na verdere studie de naam Nichiren aan te nemen.
Op twaalfjarige leeftijd verliet Nichiren zijn ouders om in de nabijgelegen tempel Seicho-ji te gaan studeren. Hij ontdekte veel tegenstrijdigheden tussen de talloze soetra’s of leerstellingen. Diep begaan met het lot van de mensen wilde hij de meest wijze man van Japan worden. Na een intensieve studie van de boeddhistische soetra’s kwam hij tot de slotsom, dat de Lotus Soetra de kern van de verlichting van de Boeddha bevatte en dat hierin de sleutel te vinden was tot het veranderen van lijden in geluk. De Lotus Soetra verklaart dat alle mensen, ongeacht geslacht, afkomst of sociale status, de eigenschappen van de Boeddha bezitten en daarom het hoogste respect verdienen.

### Verzet tegen het gezag

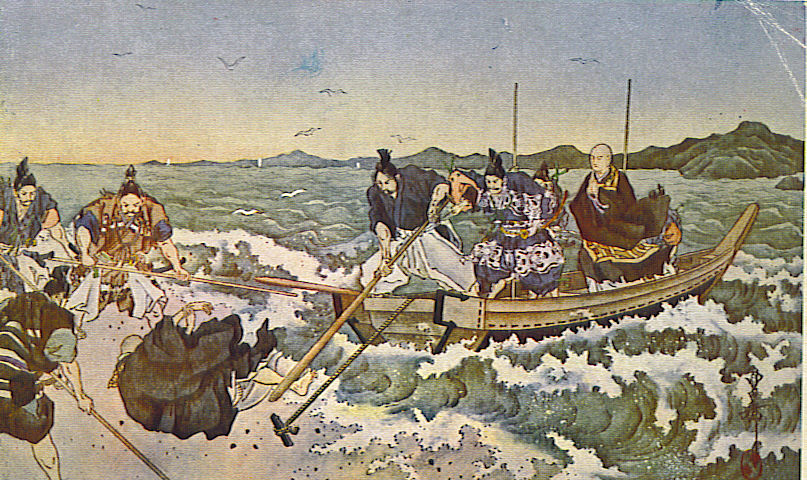
Verbanning in 1261

Nichiren bekritiseerde de toen populaire boeddhistische stromingen die de belangen van een rijke minderheid verdedigden en het volk afhankelijk maakten. Hij riep de heersende machthebbers ter verantwoording en eiste dat zij verantwoordelijkheid namen voor het lijden van de bevolking. Zijn stelling dat de overheid er is voor de mensen en niet andersom was revolutionair voor die tijd. Niet alleen religieuze leiders voelden zich aangevallen, ook het wereldlijk gezag.

### Rissho ankoku ron

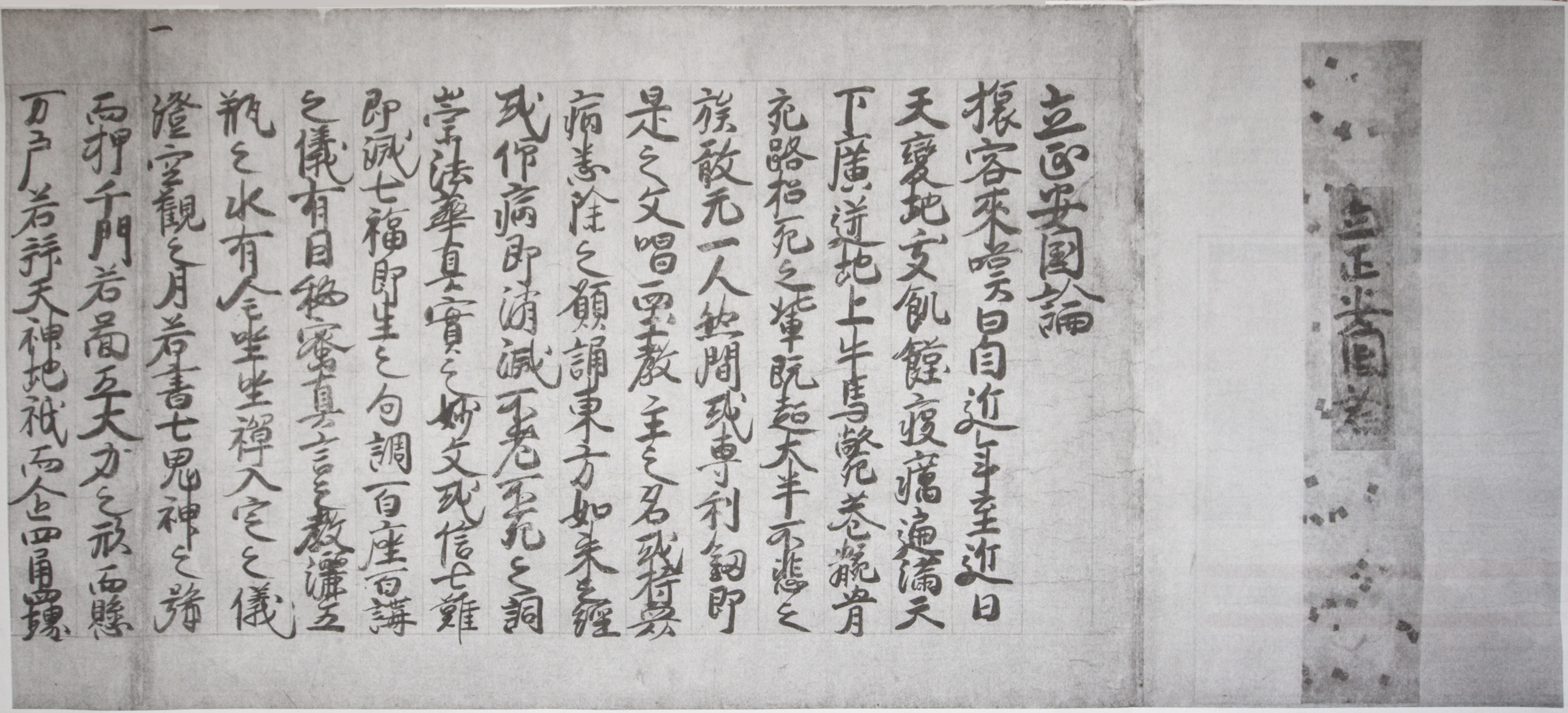
De Rissho ankoku ron

In 1260, aan het begin van een reeks natuurrampen, schreef Nichiren Rissho ankoku ron (‘Over het vestigen van de correcte leer voor vrede in het land’). Hierin schrijft hij de oorzaak van die recente rampen toe aan het feit dat de mensen vertrouwden op onjuiste leerstellingen.
Hij presenteerde deze verhandeling aan de hoogste politieke autoriteit van Japan en verzocht hem met klem een openbaar debat te ondersteunen dat hij wilde voeren met vertegenwoordigers van verschillende boeddhistische stromingen. Deze oproep tot het voeren van een openbaar debat, iets wat Nichiren zijn hele leven zou blijven doen, werd genegeerd en hij werd door de overheid verbannen naar de verlaten kust van het schiereiland Izu.

### Vervolgingen

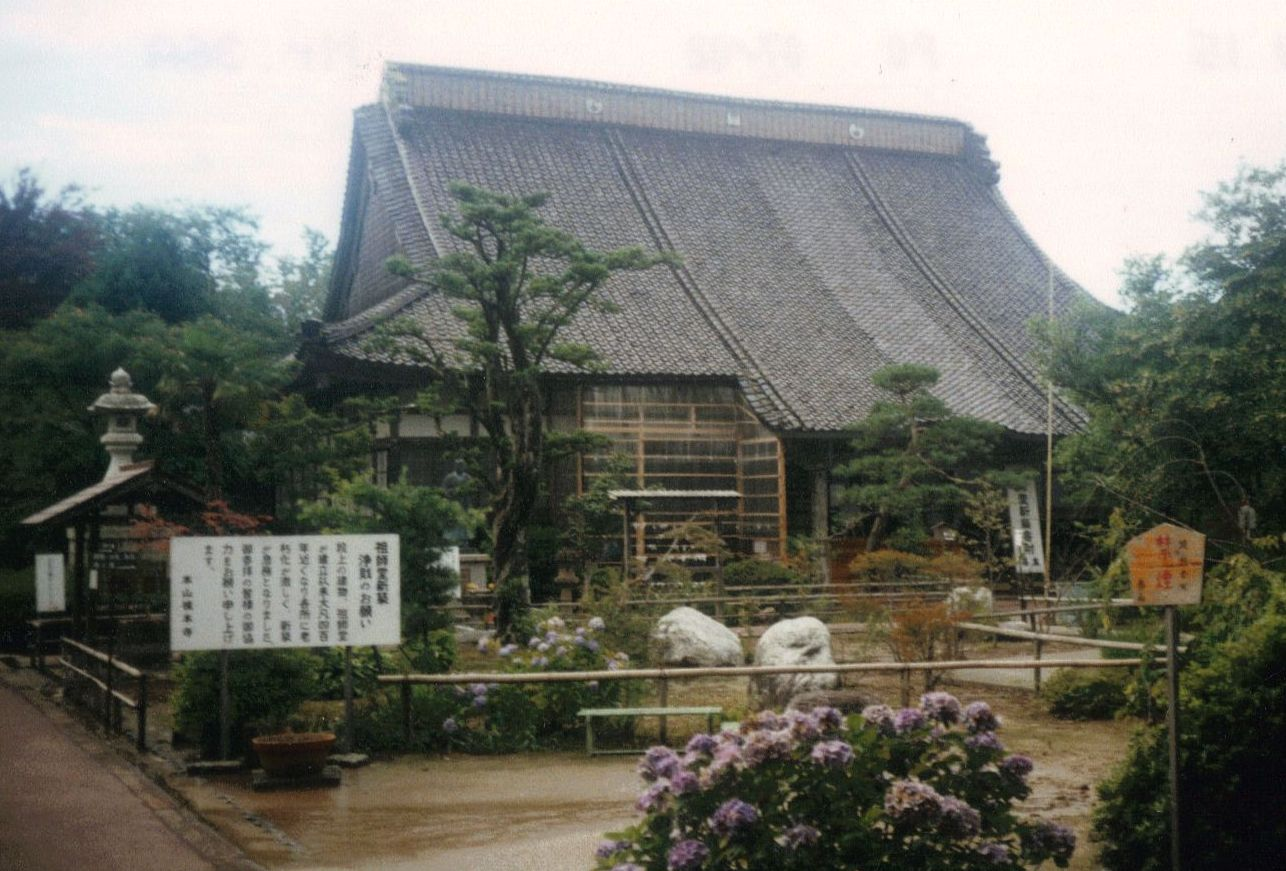
Tempel op het ballingsoord van Nichiren op het eiland Sado

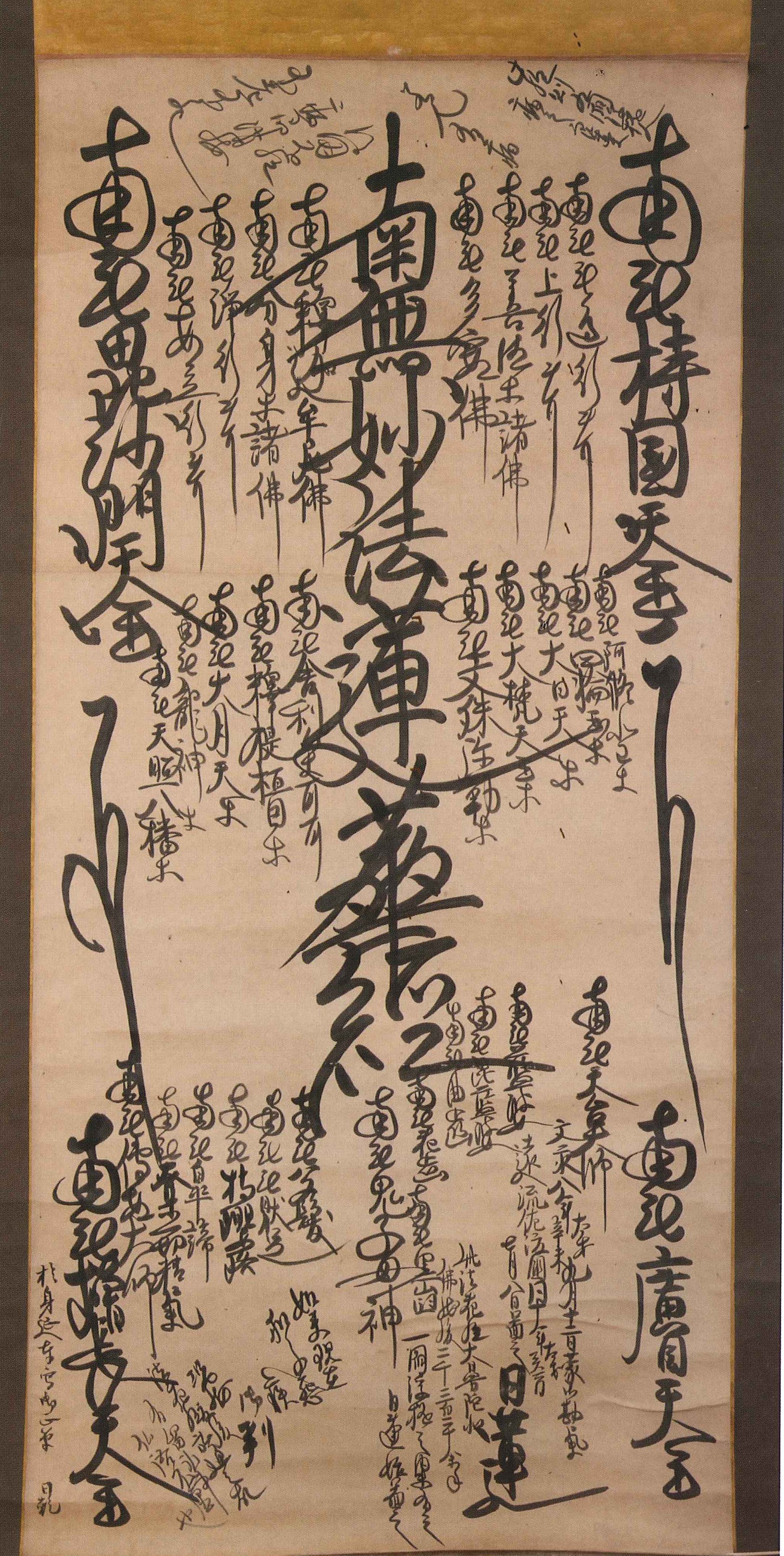
Een gohonzon

In de daaropvolgende jaren zou hij vaker worden verbannen; er werd zelfs een poging gedaan hem te executeren op het strand van Tatsunokuchi bij Kamakura, de toenmalige zetel van de regering. In zijn beschrijving van deze gebeurtenis staat, dat seconden voordat het zwaard van de beul hem zou raken, de hemel verlicht werd door een lichtend voorwerp - mogelijk een meteoriet - dat de ambtenaren zoveel angst aanjoeg dat zij de executie afgelastten. Nichiren werd verbannen naar het eiland Sado, waar hij in zware omstandigheden zoals kou en honger doorging met het verspreiden van zijn leer en het schrijven van verhandelingen en brieven.
Nadat hem gratie was verleend, keerde Nichiren terug naar Kamakura. Vervolgens trok hij zich terug bij de berg Minobu, waar hij uitvoerig bleef schrijven om zijn visie op de Lotus Soetra uiteen te zetten en om zijn volgelingen, de mannen en vrouwen die hem regelmatig schreven om raad te vragen, aan te moedigen. Ook besteedde hij veel tijd aan het trainen van leerlingen.
Gedurende deze periode werden talloze volgelingen van Nichiren beschimpt en aangevallen. Zo werden er twintig boeren aangehouden en gemarteld; drie werden er onthoofd. Het feit dat zijn volgelingen zelfs met de dood voor ogen zo standvastig bleven in hun geloof, overtuigde Nichiren ervan, dat zijn leer bewaard en beoefend zou worden na zijn eigen dood. Tot dan toe had hij voor individuele volgelingen een gohonzon opgetekend, maar nu tekende hij de Dai-Gohonzon op als symbool voor het geluk en de verlichting van de hele mensheid. Drie jaar later stierf hij van ouderdom.

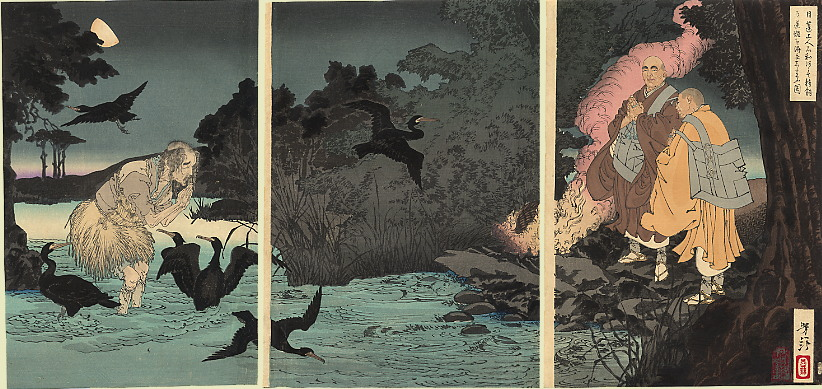
Nichiren (tweede van rechts) pacificeert de geest van een visser, prent uit 1885 door Tsukioka Yoshitoshi

### Dood en verder
Nichiren werd meermalen vervolgd en leefde een tijd lang in ballingschap op het eiland Sado. Hij liet zijn erfenis na aan zes discipelen (de Rokurōsō). Dit waren: Nisshō, Nichirō, Nikkō, Nikō, Nitchō en Nichiji. Nichiji vertrok na de dood van Nichiren naar China om daar de Dharma te verspreiden. De andere vijf volgelingen hebben aan de wieg gestaan van verschillende Nichiren scholen, die heden ten dage grotendeels verenigd zijn in de parapluorganisatie Nichiren Shu (Nichiren School). De hoofdtempel van de Nichiren Shu is gesticht door Nichiren en heet Minobusan Kuon Ji op de berg Minobu.
De eerste abt van Kuon Ji was Niko. Niko en Nikko kregen een meningsverschil, dat ertoe leidde, dat Nikko de tempel verliet. Nikko stichtte vervolgens Taisekiji en het seminarie Omosu, het huidige Kitayama Honmon-ji. Het vertrek van Nikko vormt het begin van de Fuji school, die weer de bakermat is van de Soka Gakkai, de lekenorganisatie die zich baseert op de interpretatie volgens Nichiren van de Fuji-school.

## Nam Myo-Ho RenGe Kyo
Uit zijn studie van de Lotussoetra destilleerde Nichiren het reciteren (of chanten) van Nam Myo-Ho RenGe Kyo als een universele beoefening die mensen in staat stelt de boeddhanatuur in hun leven naar buiten te brengen en de wijsheid en kracht te vinden om iedere tegenslag of ieder probleem te overwinnen. Nichiren benadrukte dat iedereen gelukkig kan worden en verlichting kan bereiken en zag de Lotus Soetra als het middel waarmee de mensen dit kunnen realiseren. Op 28 april 1253 chantte hij voor het eerst Nam Myo-Ho RenGe Kyo. Later tekende hij de gohonzon op, het voorwerp van toewijding dat mensen helpt hun verlichte boeddhanatuur gewaar te worden.